# 热米尼
热米尼（法語：Gémigny，法語發音：[ʒemiɲi]）是法国卢瓦雷省的一个市镇，位于该省西部，属于奥尔良区。

## 地理
热米尼（47°57'50"N, 1°41'42"E）面积14.17 平方千米，位于法国中央-卢瓦尔河谷大区卢瓦雷省，该省份为法国中北部省份，北起埃松省，西北接厄尔-卢瓦省，西南接卢瓦-谢尔省，南至涅夫勒省和谢尔省，东临约讷省，东北接塞纳-马恩省。
与热米尼接壤的市镇（或旧市镇、城区）包括：圣佩拉维拉科隆布、布莱莱巴尔、比西圣利法尔、库尔米耶、博斯地区埃皮耶、博斯地区罗济耶尔、圣西吉斯蒙。

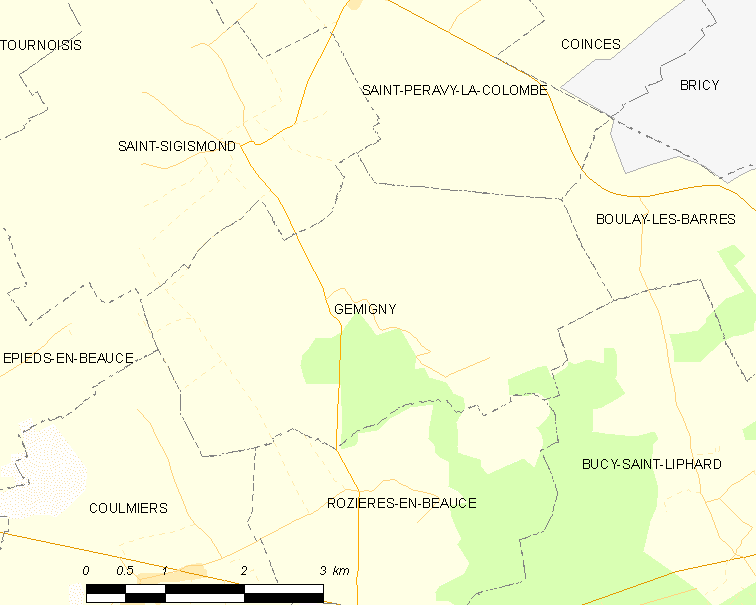
热米尼的OSM定位图

热米尼的时区为UTC+01:00、UTC+02:00（夏令时）。

## 行政
热米尼的邮政编码为45310，INSEE市镇编码为45152。

## 政治
热米尼所属的省级选区为卢瓦尔河畔默恩县。

## 人口

1962-2008年间热米尼人口变化图示

热米尼于2022年1月1日时的人口数量为218人。